# BAE HERTI
Die BAE HERTI („High Endurance Rapid Technology Insertion“) ist ein unbemanntes Flugzeug für Aufklärungszwecke der britischen Firma BAE Systems.

## Geschichte

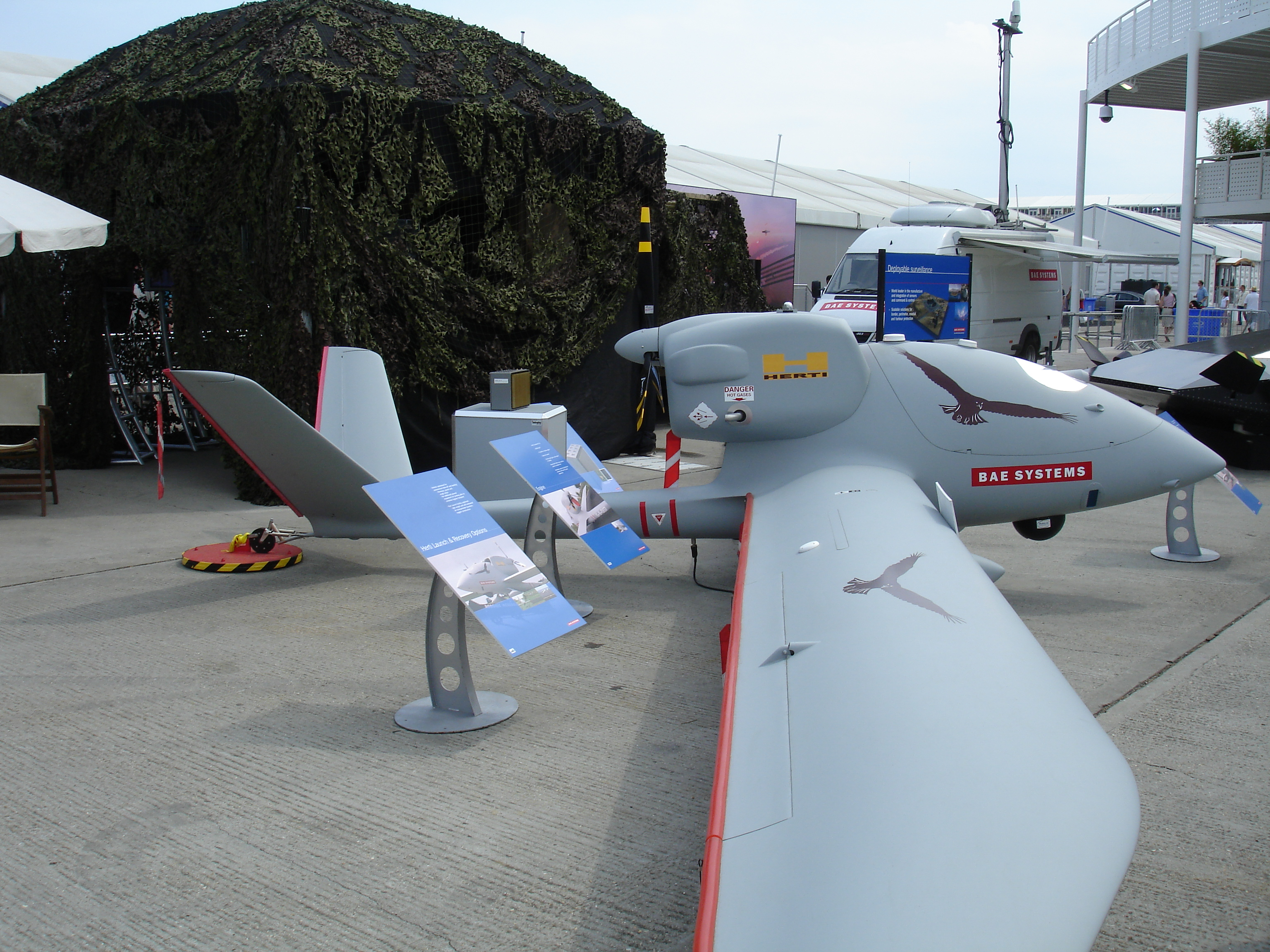
BAE HERTI auf der Farnborough International Airshow

Die HERTI hatte ihren Erstflug im Dezember 2004 und basiert von der Technik her auf einem Motorsegler, der von Jaroslaw Janowski von J&AS Aero Design aus Polen entwickelt wurde. Dieser wurde mit entsprechender Avionik für den unbemannten Flug und Videokameras ausgestattet. Die ersten Flugtest fanden im australischen Woomera statt. Inzwischen wird die HERTI von drei Ländern betrieben und hat Testeinsätze in Afghanistan hinter sich.

## Versionen

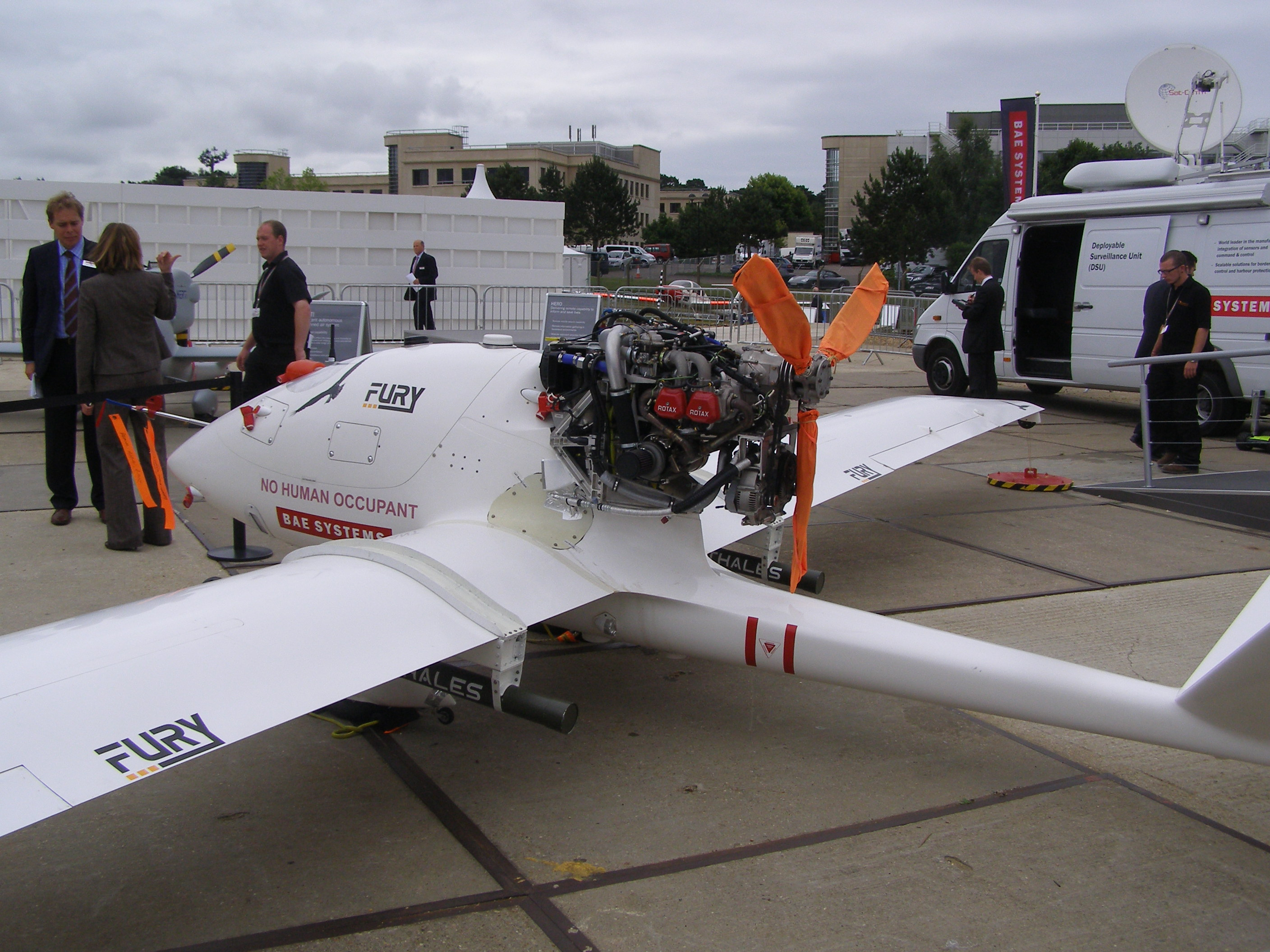
BAE Fury

HERTI-1DErster Prototyp, basierend auf dem J&AS Aero Design J5 Marco Motorsegler mit dem gleichen Strahltriebwerk, Systemen und Bodenstation wie die BAE Corax. Seine Masse beträgt etwa 350 kg.
HERTI-1AVariante mit BMW Motor, basierend auf dem J&AS Aero Design J6 Fregata Motorsegler. Gegenüber der 1D wurden auch die Nutzlast und die Flugdauer erhöht. Masse etwa 750 kg.
HERTI-1BVariante mit Rotax-Motor und verbesserter Avionik. Nutzlast etwa 150 kg.
FuryBewaffnete Variante der HERTI, welche Mitte 2008 in Australien erstmals Schussversuche mit der Thales LMM unternahm.